# Diacantha fenestrata
Diacantha fenestrata es una especie de insecto coleóptero de la familia Chrysomelidae.
Fue descrita científicamente en 1879 por Félicien Chapuis.